# Mimudea hyalactis
Mimudea hyalactis là một loài bướm đêm trong họ Crambidae.